# Catalogus baronum
Il Catalogus baronum (Catalogo dei Baroni) è l'elenco di tutti i feudatari del Regno di Sicilia e dei loro possedimenti compilato dai Normanni all'indomani della conquista dell'Italia meridionale. Fu redatto verso la metà del XII secolo dalla Duana baronum, l'ufficio regio preposto agli affari feudali, che lo mantenne aggiornato per gli anni a venire costituendo il suo principale strumento di lavoro. Secondo alcuni era redatto sul modello della dîwân al-majlis, introdotta in Sicilia dai precedenti governanti Fatimidi per il controllo del trasferimento di proprietà delle terre.

## Storia
Il catalogo venne realizzato dal Re del Regno di Sicilia Ruggero II tra il 1150 e il 1152. La redazione del catalogo avvenne esattamente dieci anni dopo la convocazione delle Assise di Ariano, nelle quali Ruggero aveva emanato una sorta di costituzione del Regno nonché nuove e maggiormente definite norme regolanti i rapporti con i feudatari.
Nel corso della rivolta contro il Re Guglielmo I del 1161, il catalogo venne gettato, insieme a quasi tutti gli altri documenti amministrativi del Regno, nel grande falò acceso nel cortile del palazzo reale, e andò distrutto. Dopo la soppressione della rivolta, il catalogo venne ricostruito – largamente a memoria, un'impresa titanica – da Matteo d'Aiello; l'opera venne completata nel 1166 sotto il Re Guglielmo II.
Rimase poi in uso fino al passaggio del Regno di Sicilia agli Hohenstaufen, nel 1194, per essere poi gradualmente assorbito dall'amministrazione del Sacro Romano Impero.

### L'ufficio dellaDuana baronum
La Duana baronum fu esportata dai Normanni nel resto del Regno per affrontare e risolvere l'annoso problema posto dalla scarsa collaborazione offerta dai signorotti locali verso il governo centrale a causa dalla poca conoscenza che il governo aveva delle loro disponibilità.
Questo nuovo ufficio, il cui personale era principalmente formato da Saraceni, aveva sede a Salerno, con giurisdizione su tutto il Regno eccetto che sulla Calabria e sulla Sicilia (aree più stabili e sotto il diretto controllo regio), occupandosi anche di:
- gestire le terre regie e le proprietà demaniali;
- autorizzare la vendita delle terre;
- controllare l'operato dei baroni.

Per ottemperare a questi compiti, nel Catalogus baronum furono raccolte informazioni dettagliate sui singoli signori riguardo alle loro disponibilità patrimoniali (castelli, fortezze e terreni) oltre all'entità delle forze in armi e di quelle mobilitabili. Il catalogo quantifica, inoltre, anche quanto ciascuno dei feudatari doveva fornire al Re in occasione della sua partecipazione alle crociate o per la difesa del Regno dalla minaccia araba.
La Duana baronum grazie al suo catalogo riuscì effettivamente a controllare la periferia ed assicurare stabilità al Regno, perché dalla sua istituzione, e per molti anni, scomparvero le rivolte baronali. Si può quindi affermare che la creazione di quest'ufficio rappresentò una delle più importanti tappe per la centralizzazione del sistema amministrativo normanno.
Oggi lo studio del Catalogus baronum risulta preziosissimo per accertare l'identità dei signori, l'estensione delle loro proprietà e, quindi, ricostruire la storia e la toponomastica dei luoghi citati.

## Contenuto
Il Catalogus baronum è il nome collettivo (non originale, ma usato in età moderna) di tre testi presenti nei registri angioini (n. 242 da 1322, pp. 13-63) che contengono dati feudali sul principato di Capua e sul ducato di Puglia. La maggior parte è costituita dal Quaternus magne expeditionis (nn. 1-1262), iniziato durante il regno di Ruggero II, negli anni 1150-1152, e rivisto nel periodo 1167-1168. Secondo la storica Evelyn Jamison, fu preparato in vista della difesa militare (magna expeditio) dall'alleanza greco-tedesca. Gli inserimenti sono in ordine geografico e cominciano con la Terra di Bari indicando se il feudo è stato assegnato direttamente dal Re oppure se era di un valvassore, il nome del feudatario, il nome del feudo, la valutazione in unità di soldati (milites) che può fornire e il rendimento totale cum augmento. Durante la revisione del 1167-1168, che riguardò principalmente gli Abruzzi, ma anche in parte la Puglia, furono usati quaterniones curie. La seconda parte (nn. 1263-1372) è un altro registro normanno, stilato intorno al 1175, contenente i cavalieri di Aquino, Arce e Sora. La terza parte è del periodo svevo (circa 1239-1240) e contiene i feudatari secolari (nn. 1373-1427) ed ecclesiastici (nn. 1428-1442) della Capitanata. Il testo presente nel registro angioino è tratto dalla copia sveva.
Il manoscritto angioino venne distrutto nel 1943 assieme alla maggior parte dei documenti dell'Archivio di Stato di Napoli, trasportati nella storica Villa Montesano nel tentativo di preservarli, ma sussistono fortunatamente fotografie che lo riproducono integralmente scattate prima dell'incendio appiccato intenzionalmente dalle forze occupanti tedesche la mattina del 30 settembre 1943.

## Edizioni
- Carlo Borrello, Catalogvs Baronum Neapolitano in Regno versantium, in Vindex Neapolitanæ nobilitatis, Napoli, 1653.
- Carmine Firmiani, Catalogus Baronum regni neopolitani sub Gulielmo II rege conditus pro expeditione ad Terram Sanctam suscepienda, in Commentariolus de subfeudis ex iure langobardico et neapolitano, Napoli 1787, pp. 49–326.
- Giuseppe Del Re, Catalogus baronum, in Cronisti e scrittori sincroni della dominazione normanna nel Regno di Puglia e Sicilia, vol. 1, Napoli, Stamperia dell'Iride, 1845.
- Evelyn Jamison, http://digitale.beic.it/primo_library/libweb/action/dlDisplay.do?vid=BEIC&docId=39bei_digitool4930682[collegamento interrotto], in Fonti per la storia d'Italia, Roma, 1972.
- Errico Cuozzo, Catalogus baronum. Commentario Archiviato il 9 novembre 2020 in Internet Archive., in Fonti per la storia d'Italia, Roma, 1984.